# Marema
Marema est une ville brésilienne de l'ouest de l'État de Santa Catarina.

## Géographie
Marema se situe par une latitude de 26° 48′ 08″ sud et par une longitude de 52° 37′ 31″ ouest, à une altitude de 417 mètres.
Sa population était de 2 203 habitants au recensement de 2010. La municipalité s'étend sur 104 km2.
Elle fait partie de la microrégion de Xanxerê, dans la mésorégion Ouest de Santa Catarina.

## Villes voisines
Marema est voisine des municipalités (municípios) suivantes :
- Quilombo
- Entre Rios
- Lajeado Grande
- Coronel Freitas